# Aniello Palumbo
Aniello Palumbo detto Nello (Giugliano in Campania, 5 luglio 1952) è un politico italiano.

## Biografia
Vive a Giugliano in Campania (Napoli); è sposato con Adele Corvino dalla quale ha avuto due figli; Filippo, nato il 7 luglio 1987, e Francesco, nato il 12 ottobre 1988.
Laureato in giurisprudenza, ha esercitato la professione di avvocato e di professore universitario.

### Attività politica
L'impegno politico ha inizio nella Democrazia Cristiana, partito con cui viene eletto Consigliere comunale a Napoli.
Con il tramonto della DC entra nel Partito Popolare Italiano, con cui viene eletto senatore alle elezioni politiche del 1994: seppur sconfitto nel proprio collegio (Giugliano in Campania) dal rappresentante dei Progressisti, consegue un ragguardevole 25,92% che gli consente di essere eletto con il ripescaggio al proporzionale.
Alle elezioni politiche del 1996 è rieletto senatore, questa volta nel collegio uninominale di Pomigliano d'Arco con l'appoggio de L'Ulivo, coalizione di cui faceva parte il PPI, aggiudicandosi il collegio con il 54,27%.
Durante la XIII legislatura è stato Sottosegretario nel Governo D'Alema II, prima al Ministero dell'industria e poi a quello degli affari esteri.
Nella sua carriera politica è stato senatore per tre legislature (dal 1994 al 2001 e poi) e sottosegretario agli Affari Esteri durante il secondo governo D'Alema. 
Alle elezioni politiche del 2001, ricandidato senatore per L'Ulivo nel collegio uninominale di Acerra, non è rieletto poiché sconfitto da Salvatore Marano della CdL.
Nuovamente candidato in Senato anche alle elezioni politiche del 2006, è risultato il primo dei non eletti de La Margherita in Campania. Entra comunque a Palazzo Madama a soli tre mesi dall'inizio della legislatura, il 24 luglio 2006, subentrando a Nicola Mancino, eletto componente del CSM.
Dopo un'iniziale adesione al Partito Democratico, nel 2008 passa assieme ai fedelissimi di Ciriaco De Mita all'UDC, partito con cui è stato Assessori ai lavori pubblici della Provincia di Napoli, dal 2009 al 2012, nella giunta di centro-destra guidata da Luigi Cesaro.